# L'Étoile du Lac
Le journal l'Étoile du Lac est publié hebdomadairement dans la MRC le Domaine-du-Roy au Québec. En août 2017, Médias Transcontinental vend sa publication à l'entreprise Trium Médias. Ses bureaux sont situés en bordure du boulevard St-Joseph à Roberval. Il compte 14 378 exemplaires.

## Histoire
Le journal est fondé le 1er mars 1917 sous le nom du Journal Le Colon. Propriété de la Compagnie de publicité de Roberval, le journal change de nom pour adopter son nom actuel le 26 septembre 1946. Il couvre le secteur de Saint-Félicien depuis 1951.

## Journalistes
- Louis Potvin
- Denis Hudon